# Schlacht an der Allia
Die Schlacht an der Allia war eine Auseinandersetzung zwischen Kelten und Römern im Rahmen der keltischen Invasion in Mittelitalien. Die Schlacht wird auf 387 v. Chr., evtl. auch auf das Jahr 390 v. Chr., datiert und fand an der Allia, einem Nebenfluss des Tibers in der Nähe von Rom, statt. Der Geschichtsschreiber Livius gab dem Tag der Schlacht die Bezeichnung Unglückstag (lat. Dies ater).

## Hintergrund
Zu Beginn des 4. Jahrhunderts v. Chr. eroberten keltische Stämme, die bis dahin nördlich der Alpen beheimatet waren, die von Etruskern beherrschte Po-Ebene. Dabei siedelte der Stamm der Senonen bis in die Gegend des später nach den Galliern benannten Sena Gallica. Senonen waren es offenbar auch, die dann im Jahr 387 v. Chr. (oder 390 v. Chr., laut Livius) über den Apennin nach Mittelitalien vorstießen; möglicherweise waren sie vom Tyrannen Dionysios I. von Syrakus als Söldner angeheuert worden und begaben sich daher auf den Weg nach Süden. Zunächst gerieten sie in Auseinandersetzungen mit den Etruskern und griffen deren Stadt Clusium an, die sich daraufhin hilfesuchend an Rom wandte. Die nach Clusium zur Verhandlung mit den Kelten gesandten römischen Emissäre sollen dabei aber gemäß der späteren Tradition so hochfahrend aufgetreten sein – ein Mitglied der Familie der Fabier soll einen keltischen Anführer erschlagen haben –, woraufhin der Anführer der Senonen Gesandte nach Rom schickte und eine Auslieferung der drei Emissäre forderte. Diese Forderung wurde, wie es heißt, von Rom abgelehnt. Daraufhin griffen die Kelten Rom an.

## Lokalisierung
Bei der Allia handelt es sich um einen kleinen Nebenfluss des Tibers. Die genaue Identität dieses Gewässers und damit die Lokalisierung des Schlachtortes ist aufgrund der schon in der Antike widersprüchlichen Überlieferung nicht ganz klar. Laut Livius (Ab urbe condita V, 37) handelt es sich um einen linken Nebenfluss des Tibers, dementgegen spricht Diodor (Bibliotheca historica XIV, 114) von einem rechten Nebenfluss. Gemeinhin gilt die Version des Livius als glaubhafter. Als moderner Name der Allia kommt folglich ein Bach namens Fosso della Bettina in Frage.

## Die Schlacht
Die Ereignisse um die Schlacht an der Allia und die anschließende Einnahme Roms sind durch die spätere legendäre Überlieferung nur unzureichend zu rekonstruieren. Angeblich sollen die Senonen zum Vormarsch auf Rom durch die Weigerung der Römer, den Übeltäter von Clusium aus dem Geschlecht der Fabier an die Kelten auszuliefern, gereizt worden sein; man ernannte sogar drei Fabier zu Militärtribunen. Auch die genaue Datierung ist schwierig; Varro verlegt die Schlacht an der Allia in das Jahr 390 v. Chr., vermutlich hat sie aber eher 387 v. Chr. stattgefunden. Als Datum der Schlacht gilt der 18. Juli. Die Römer boten sechs Legionen mit ca. 40.000 Mann unter dem Kommando von Quintus Sulpicius auf, die sich an der Allia, einem kleinen linken Nebenfluss des Tiber, gut 10 km nördlich von Rom, postierten. Die Kelten überrannten den rechten Flügel der Römer, auf dem vor allem jüngere und unerfahrenere Soldaten standen, um daraufhin auch das Zentrum und den linken Flügel der römischen Linie zu schlagen. Die überlebenden Römer flohen in Panik nach Veji und nach Rom, wo sich die Bürger letztendlich auf den besser befestigten Kapitol-Hügel zurückzogen.

## Eroberung Roms
Laut Polybios belagerten die Kelten das Kapitol sieben Monate lang. Da sie die Stadt brandschatzten und das Umland von Rom plünderten, ging den Römern bald der Nachschub aus. Hunger und Krankheiten, wie Malaria, brachen unter den Belagerern aus, sicherlich auch verstärkt dadurch, dass die Eroberer das südliche Klima im heißen Sommer nicht gewohnt waren. Wegen der großangelegten Zerstörung der Stadt nimmt man an, dass es deswegen auch praktisch keine Aufzeichnungen aus dem Rom der Zeit vor der keltischen Invasion gibt. Eines Nachts wurde von den Senonen versucht, das Kapitol im Handstreich zu nehmen. Die Gänse der Stadt hätten dann aber Alarm geschlagen, sodass Marcus Manlius Capitolinus als Interrex die Attacke vereiteln konnte. Seither genossen die Gänse bei den Römern besondere Verehrung (Heilige Gänse der Juno). Auch berichteten Livius und Polybios von einer Lösegeldzahlung von 1000 Pfund Gold, um Rom freizukaufen, auf welche die Kelten eingingen. Als sich die Römer über die aufzubringende Summe beschwert und sich auch darüber beklagt hätten, dass die Kelten sie beim Abwiegen des abzuliefernden Goldes betrügen würden, habe Brennus zusätzlich sein Schwert in die Waagschale geworfen mit den Worten: „Vae victis!“ („Wehe den Besiegten!“)

## Folgen
Es dauerte lange, bis sich Rom psychologisch von der Katastrophe erholte. Hatten die Römer unmittelbar vor dem Einfall mit der Unterwerfung Vejis ihre Expansionspolitik eingeleitet, musste diese fürs Erste unterbrochen und an den Wiederaufbau gedacht werden. Vor allem musste die Stadt besser befestigt werden. Daher wurde in den nächsten Jahren die Servianische Mauer errichtet. Auch das Militär wurde reorganisiert. Statt des griechischen Phalanx-Speeres wurden die Römer mit dem Kurzschwert (Gladius) bewaffnet. Die Legionen wurden umstrukturiert und die Truppenteile der Triarii, Principes und Hastati eingeführt. Im Übrigen blieb die „Gallierkatastrophe“ als ein Trauma im kollektiven Gedächtnis der Römer haften und spielte noch eine Rolle, als sie später unter Julius Caesar Gallien erobern konnten. Besonders aktiviert wurde das Trauma wieder, als die vereinten germanischen Stämme der Kimbern, Teutonen und Ambronen an ihrer nördlichen Grenze auftauchten und 113 v. Chr. bei Noreia drei römische Legionen vernichteten. Die Stadt Rom selbst blieb dagegen, bis zur Plünderung Roms durch die Westgoten, acht Jahrhunderte von weiteren Einfällen verschont.